# Rafalus
Rafalus es un género de arañas araneomorfas de la familia Salticidae. Se encuentra en Asia, Oriente Medio y África oriental. 

## Lista de especies
Según The World Spider Catalog 12.5:
- Rafalus arabicus Wesolowska & van Harten, 2010
- Rafalus christophori Prószyński, 1999
- Rafalus desertus Wesolowska & van Harten, 2010
- Rafalus feliksi Prószyński, 1999
- Rafalus insignipalpis Simon, 1882
- Rafalus karskii Prószyński, 1999
- Rafalus lymphus (Próchniewicz & Heciak, 1994)
- Rafalus minimus Wesolowska & van Harten, 2010
- Rafalus nigritibiis (Caporiacco, 1941)
- Rafalus variegatus (Kroneberg, 1875)
- Rafalus wittmeri (Prószyński, 1978)